# David Livingstone
David Livingstone (Blantyre, 19. ožujka 1813. – Zambija, 1. svibnja 1873.), škotski misionar i istraživač iz viktorijanske ere. 
Prvi je obavljao istraživanja u bazenu rijeke Zambezi i otkrio Viktorijine slapove, zatim jezero Nyasa i veći broj drugih jezera. Više od trideset godina proveo je u Africi i najviše je pridonio istraživanju toga kontinenta.
Najviše ga pamtimo po njegovim istraživanjima i susretom s novinarom pod imenom Henry Morton Stanley i po njegovim riječima: 
– Dr. Livingstone, I Presume (Dr. Livingstone, pretpostavljam)
Kao najveći britanski istraživač Afrike pokopan u Westminsterskoj katedrali u Londonu.

## Životopis
Škotski doktor i misionar, smatra se najvažnijim europskim istraživačem Afrike. David Livingstone rođen je 19. ožujka 1813. u mjestu Blantyre u Škotskoj. Godine 1823. počeo je raditi u tvornici tekstila. Kasnije, za vrijeme studija medicine u Glasgowu, pohađao je i sate teologije. Godine 1838., nakon završenog tečaja teologije, svoje usluge ponudio je Londonskom misionarskom društvu. Kako bi usavršio znanje stečeno na tečaju 1840. godine poslan je u misiju u Južnu Afriku. Godine 1841. stigao je u Kuruman, naselje koje je osnovano u Bechuanalandu (sada Bocvana) škotski misionar Robert Moffat. Ovo područje kasnije u XIX. stoljeću pripojit će kolonija Cape i postat će dio Južne Afrike. Livingstone je svoj rad započeo među afričkim crncima Bechuanalanda, unatoč neprijateljstvu Afrikanera i Bura koji su bili uglavnom nizozemskom porijekla.
Oženio se s Mary Moffat, kćerkom Roberta Moffata, 1845. godine, a koja će pomagati na njegovim putovanjima u područja gdje još nijedan Europljanin nije kročio. Godine 1849. prešao je pustinju Kalahari i postao prvi Europljanin koji je ugledao jezero Ngami. Godine 1851. praćen svojom suprugom i djecom stigao je na rijeku Zambezi. Na drugoj ekspediciji (1852. – 1856.), tragao je za putem koji vodi od istočne ka zapadnoj obali. Tada je prešao put koji vodi sjeverno od Cape Towna do Zambezija i potom preko Luande do Atlantske obale. Poslije je pratio tok rijeke Zambezi slijedeći je do Indijskog oceana, tako je otkrio čuvene Viktorijine slapove na rijeci Zambezi (1855.). 
Livingstoneove ekspedicije uzrokovale su reviziju svih postojećih mapa. Kada se vratio u Veliku Britaniju (1856.) smatran je veliki istraživačem, a njegova knjiga Misionarska putovanja i istraživanja u Južnoj Africi (Missionary Travels and Researches in South Africa) iz 1857. godine učinila ga je slavnim. Uskoro je napustio misionarsku službu, a 1858. britanska vlada imenovala ga je britanskim konzulom u Quelimaneu (sada Mozambik) i vođom ekspedicije koja je trebala istražiti istočnu i središnju Afriku.
Nakon svog povratka u Afriku 1858. predovodio je ekspedicju do rijeke Shire i stigao do jezera Nyasa, a 1859. istraživao je rijeku Ruvuma i jezero Chilwa. Za vrijeme svoje ekspedicije u okolici jezera Nyasa postao je veoma zabrinut zbog pojave arapskih i portugalskih trgovaca robljem koji su afričke crnce odvodili kao robovsku radnu snagu. Rodnu Englesku posjetio je 1865. godine i napisao djelo "Narrative of an Expedition to the Zambezi and Its Tirbutaries" u kojem je osudio trgovce robljem i opisao komercijalne mogućnosti regije (danas uglavnom dijelove Malavija i Mozambika). Godinu dana kasnije (1866.) predvodio je ekspediciju koja je otkrila izvor Nila i istraživala razvođe središnje Afrike. Putujući uz rijeku Ruvuma pronašao je put do jezera Tanganjika (1869.), nakon što je otkrio jezero Mweru i jezero Bangweulu. Naredne godine (1870.) započeo je istraživanje iz Ujijija na jezeru Tanganjika krećući se prema području koje se nalazi zapadno od jezera. To ga je učinilo prvim Europljaninom koji je putovao rijekom Lualaba u današnjem Zairu.
Nakon nestašice koja je uslijedila na putu vratio se u Ujiji gdje se susreo s angloameričkim novinarom Mortonom Stanleyem koji će izreći, kasnije čuvenu, rečenicu: Dr. Livingstone, I presume?. Nakon ove ekspedicije Livingstone i Stanley zajedno su istraživali područje sjeverno od jezera Tanganyika. Kasnije se Livingstone samostalno upustio u istraživanje izvora rijeke Nil. Preminuo je u mjestu Chitambo (danas: Zambija), najvjerojatnije 30. travnja 1873. godine, a pronađen je mrtav 1. svibnja. Njegovi sljedbenici sahranili su njegovo srce u dnu drveta ispod kojega je preminuo, a njegovo su tijelo prenijeli u Zanzibar na istočnoj obali. U travnju 1874. godine njegovi ostaci sahranjeni su u opatiji Westminster u Londonu. Livingstone se danas smatra jednim od najvećih modernih istraživača Afrike i jednim od pionira borbe za ukidanje trgovine robljem.